# José António
Pour les articles homonymes, voir António et Bargiela.
José António Prudéncio Conde Bargiela, plus couramment appelé José António, né le 29 octobre 1957 à Cascais (Portugal) et mort le 2 juin 2005 à Carcavelos (Portugal), est un footballeur international portugais. Il évoluait au poste de défenseur.

## Carrière

### Joueur
- 1976-1978 : Benfica Lisbonne ( Portugal)
- 1978-1983 : GD Estoril-Praia ( Portugal)
- 1983-1991 : CF Belenenses ( Portugal)

### Entraîneur
- 1993-1994 : CF Belenenses ( Portugal)

## Palmarès

### Joueur
- Avec le Benfica Lisbonne :
  - Champion du Portugal en 1977

- Avec le CF Belenenses :
  - Vainqueur de la Coupe du Portugal en 1989

## Quelques chiffres
- 3 sélections en équipe du Portugal entre 1985 et 1986
- 280 matchs en Primeira Divisão
- 8 buts en Primeira Divisão